# Idactus cristulatus
Idactus cristulatus là một loài bọ cánh cứng trong họ Cerambycidae.